# Bataille de la ligne Tannenberg
Pour les articles homonymes, voir Bataille de Tannenberg.
Front de l'Est de la Seconde Guerre mondiale
 (Bataille de Narva)
Batailles
- Kingisepp–Gdov
- Narva (1re offensive
- 2e offensive
- 3e offensive
- 4e offensive
- 5e offensive)
- Bombardements de Tallinn
- Auvere
- Ligne Tannenberg
- Tartu
- Tallinn
- Porkuni
- Moonsund
- Tehumardi

La bataille de la ligne Tannenberg (allemand : Die Schlacht um die Tannenbergstellung ; russe : Битва за линию « Танненбер г ») ou la bataille des monts Bleus (estonien : Sinimägede lahing) est un engagement militaire qui a opposé l'armée allemande à l'armée rouge. S'étant déroulée 25 juillet au 10 août 1944 sur le front de l'Est de la Seconde Guerre mondiale, il s'agit du dernier épisode des combats pour le contrôle de l’isthme stratégique de Narva, en Estonie.
L'objectif stratégique de l'opération pour les attaquants soviétiques est la réoccupation de l'Estonie comme base favorable pour les invasions de la Finlande et de la Prusse orientale. Les forces de la Waffen-SS comprennent 24 bataillons d'infanterie volontaires des divisions SS Nordland, Langemarck, Nederland et de la légion wallonne. Environ la moitié de l'infanterie se compose du personnel de la 20e division SS (estonienne n° 1). La force allemande de 22 250 hommes, composée principalement d'estoniens, mais aussi Norvégiens, Danois, Hollandais et Belges (Flamands et Wallons) font face, à une vague initiale, constamment renforcée, de 138 000 soldats soviétiques. Environ la moitié des hommes de la Waffen-SS sont tués ou blessés, mais les Russes comptent des pertes à la mesure de leurs effectifs et de leur stratégie stalinienne : 170 000 tués, portés disparus ou blessés.

## Contexte

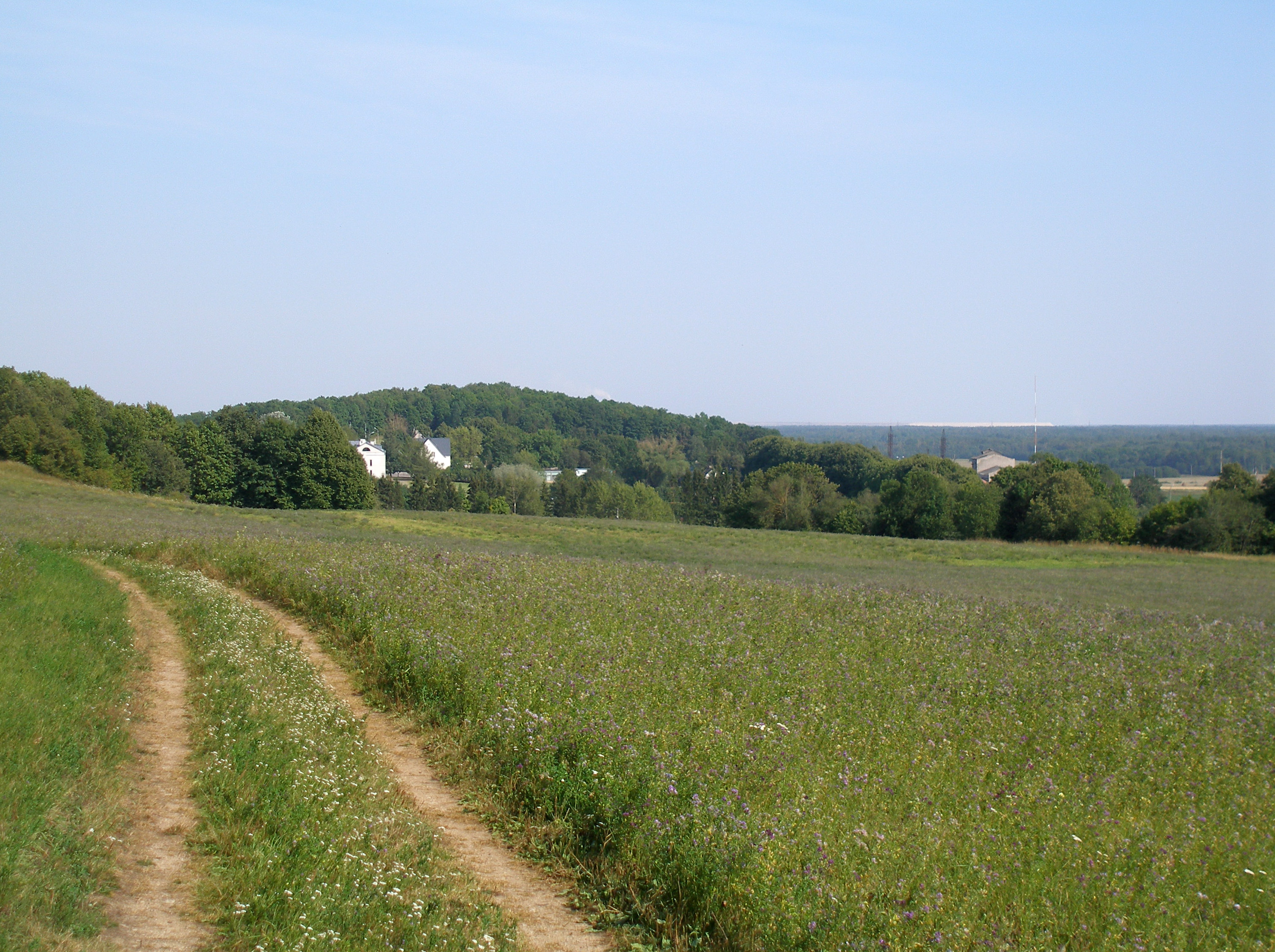
Vue depuis le sommet de la colline du Grenadier vers la colline de l’Orphelinat.

Après avoir défendu la tête de pont de Narva pendant six mois, les forces allemandes se replient le 26 juillet 1944 sur une nouvelle ligne défensive, la ligne Tannenberg (russe : Синие горы). Cette ligne défensive se situait le long des monts Sinimäed, ou monts Bleus. Trois collines s’étendent d'Est en Ouest, respectivement, la colline de l’Orphelinat (Kinderheimhohe en allemand ; Lastekodumägi en estonien) à l'Est, au centre la colline du Grenadier (Grenadierhöhe en allemand ; Grenaderimägi en estonien), et à l'Ouest la colline de la Tour (Tornimägi en estonien), connue en allemand sous le nom de 69,9 ou Liebhöhe (colline de l’Amour en français). Les hauteurs ont des pentes raides et s'élèvent de 20 à 50 mètres au-dessus des terres environnantes.
Les formations du IIIe SS-Panzerkorps du Gruppenführer Felix Steiner arrêtèrent leur retraite et prennent des positions défensives sur les collines. La 4e division SS Nederland se positionne sur le flanc gauche (nord) de la ligne Tannenberg, les unités de la 20e division SS estonienne au centre, et la 11e division SS Nordland sur le flanc droit (sud). Une autre section de front occupée par les Prussiens de l'Est de la 11e division d'infanterie est située quelques kilomètres plus au sud, contre la 8e armée dans la tête de pont de Krivasoo.
Le maréchal soviétique Leonid Govorov considère la ligne Tannenberg comme la position clé du groupe d'armées Nord et concentre les meilleures forces du front de Léningrad. Les 122e, 124e corps de fusiliers et des divisions supplémentaires du 117e corps de fusiliers sont subordonnés au général Ivan Fediouninski, commandant la 2e armée de choc. L'objectif fixé par le Conseil de guerre de la 2e armée de choc est de percer la ligne de défense de la 3e (germanisches) SS-Panzerkorps sur la colline de l'Orphelinat, de se frayer un chemin jusqu'à la ville de Jõhvi à l'ouest et d'atteindre la rivière de la ville de Kunda le 1er août. Afin de mener à bien cet objectif, Govorov reçoit l'ordre de détruire les communications derrière les forces allemandes et de mener des assauts aériens sur les gares de Jõhvi et Tapa le 26 juillet.

## Comparaison des forces

### Soviétiques
Il n'existe aucun aperçu complet de l'ordre des forces soviétiques ou de la taille des détachements pour la bataille de la ligne Tannenberg. Concernant l'attaque du 29 juillet, Govorov concentre toutes les unités soviétiques capables, composées de 11 divisions et de six régiments de chars,. Les unités soviétiques ayant subi des pertes sont renforcées avec de nouveaux effectifs. La livraison de l'artillerie lourde soviétique complète les neuf divisions des 109e, 117e et 122e corps de fusiliers. Les 109e et 117e corps sont concentrés près des monts Sinimäed, tandis que le 122e corps de fusiliers est envoyé dans la section sud, près de l'église de la paroisse de Vaivara. Les positions de la 11e division d'infanterie sont principalement attaquées par la 8e armée forte de 35 000 hommes avec leur 112e corps de fusiliers, deux nouveaux régiments de chars et 1 680 canons d'assaut, déployés dans neuf régiments d'artillerie et 150 véhicules blindés. Les forces blindées comprennent les tout nouveaux chars IS-2 disposant d'un blindage supplémentaire et un canon de 122 mm. Cependant, sa principal faiblesse repose sur sa faible capacité de munitions limitée (seulement 28 cartouches) et le long temps de rechargement de son canon principal. Les forces sont soutenues par la 13e armée aérienne, forte de 576 hommes. Ci-dessous, l'ordre de bataille soviétique (données disponibles au 28 juillet 1944):
Front de Léningrad – Maréchal Leonid Govorov
- 2e armée de choc – lieutenant général Ivan Fediouninski
  - 109e corps de fusiliers – major général Ivan Alferov
    - 72e division de fusiliers – Ilya Yastrebov
    - 109e division de fusiliers (ru) – major général Nikolaï Troujkine
    - 125e division de fusiliers – colonel Vassili Zinovev

  - 122e corps de fusiliers
  - 124e corps de fusiliers – colonel Mikhaïl Paptchenko
  - 131e division de fusiliers – major général Piotr Romanenko
  - 191e division de fusiliers – major général Ivan Bourakovski
  - 21e brigade du génie – lieutenant colonel Vasilkov

Total : 26 850 fantassins, 458 pièces d'artillerie, 112 chars
- 8e armée – lieutenant général Filipp Starikov (en)
  - 2e division de fusiliers « Mazourie » (ru)
  - 377e division de fusiliers (en)
  - 112e corps de fusiliers – major général Philippe Solovev
    - 48e division de fusiliers – colonel Yakov Koževnikov

  - 117e corps de fusiliers – major général Vassili Troubatchev
    - 120e division de fusiliers – major général Alexandr Batlouk
    - 201e division de fusiliers – major général Viatcheslav Iakoutovitch
    - 256e division de fusiliers – major général Anatoli Koziyev

Total : 28 000 fantassins, 518 pièces d'artillerie, 174 chars et 44 canons automoteurs
Corps et divisions indépendants (éventuellement subordonnés à l'une des armées susmentionnées):
- 8e corps de fusiliers estoniens – lieutenant général Lembit Pärn : 7e (ru) et 249e divisions de fusiliers (et)
- 11e division de fusiliers (ru)
- 43e division de fusiliers
- 98e division de fusiliers
- 123e division de fusiliers
- 189e division de fusiliers
- 206e division de fusiliers

### Allemandes
Contre les forces soviétiques, quelques régiments allemands affaiblies sans troupes de réserve se tenaient à leurs positions, battus par l'artillerie soviétique. Le commandant du détachement d'armée Narwa, le General der Infanterie Anton Grasser, estime que la capacité allemande est insuffisante contre une attaque soviétique. Bien que disposant suffisamment de munitions et de mitrailleuses, le moral de combat des volontaires germaniques demeure sous forte pression tandis que l'esprit de certaines troupes estoniennes avait déjà été gravement endommagé, selon Grasser,. Cependant, le combat suivant prouvera le contraire. Le petit nombre de bombardiers en piqué Junkers Ju 87 et la pénurie de carburant d'aviation donnent aux Soviétiques une supériorité aérienne massive,. Grasser conclut rapidement,:

« Le détachement de l'Armée souligne que la situation est extrêmement intense et que la grande différence entre les nôtres et les forces ennemies exige la plus grande attention de la part du Haut Commandement. »

Laissant de côté la formulation diplomatique, Grasser annonce que sans renforts immédiats, les Soviétiques franchiront inévitablement la ligne Tannenberg le 29 juin,. De tels renforts dépassaient les capacités du groupe d'armées Nord. Le commandant du groupe d'armées, Ferdinand Schörner, avait attiré à plusieurs reprises l'attention d'Adolf Hitler sur le fait que pratiquement aucune division composée d'Allemands n'avait été laissée sur la ligne Tannenberg, qui menaçait de s'effondrer. Ces appels n'auront aucun effet, car la réponse d'Hitler stipule de tenir la position jusqu'à la mort. L'ordre de bataille allemand (au 28 juillet 1944) est le suivant:
Détachement d'armée Narwa (54e corps d'armée) — General der Infanterie Anton Grasser
- IIIe (germanisches) SS-Panzerkorps — SS-Gruppenführer Felix Steiner
  - Division SS Nordland – SS-Brigadeführer Joachim Ziegler (en)
    - 23e régiment SS de Panzergrenadier Norge – SS-Obersturmbannführer Fritz Knöchlein
    - 24e régiment SS de Panzergrenadier Danmark

  - 20e division SS (estonienne n° 1) — SS-Brigadeführer Franz Augsberger
    - 45e régiment de Grenadier de la Waffen-SS — Waffen-Obersturmbannführer Harald Riipalu (en)
    - 46e régiment de Grenadier de la Waffen-SS
    - 47e régiment de Grenadier de la Waffen-SS
    - Régiment d'artillerie

  - 4e brigade SS Freiwilligen Panzergrenadier Nederland — SS-Brigadeführer Jürgen Wagner
    - 4e régiment SS de Panzergrenadier De Ruyter
    - 5e Sturmbrigade Wallonien — SS-Sturmbannführer Léon Degrelle
    - 6e Sturmbrigade Langemarck — SS-Sturmbannführer Conrad Schellong

  - 227e division d'infanterie — Generalmajor der Reserve Maximilian Wengler
  - 113e régiment de sécurité
- XXVIe corps d'armée — General der Infanterie Anton Grasser
  - 11e division d'infanterie — Generalleutnant Hellmuth Reymann
  - 300e division à usage spécial — Generalmajor Rudolf Höfer

Détachements séparés :
- Quatre bataillons de la police auxiliaire estonienne
- Secteur Est, défense côtière – Generalleutnant Alfons Luczny
- Deux régiments estoniens de défense des frontières
- 513e bataillon d'artillerie navale
- 502e bataillon de chars lourds
- 752e bataillon antichar

Total : 22 250 hommes déployés dans 25 bataillons estoniens et 24 bataillons allemands, néerlandais, danois, flamands, italiens, norvégiens et wallons.

## La bataille

### Colline de l'orphelinat

#### 26 juillet
Le 26 juillet, les Russes sur leur lancée fondent sur la ligne du Tannenberg avant même que le groupe d’armées Narwa ait pu se retrancher. Le couvert végétal au sommet de la colline de l'Orphelinat avait complètement disparu sous l’effet du pilonnage par l’aviation et par l’artillerie Russe, partout, il ne restait plus que des souches d’arbres,. À peine arrivée, la 6e brigade d’assaut de volontaires SS Langermark voit son poste de commandement détruit et la plupart de ses officiers blessés. Le Sturmbannführer Wilhelm Rehnmann doit être évacué et le lieutenant George D'Haese prend le commandement de l’unité pour la remettre en ordre de bataille. L'une des batteries allemandes perd son commandant et la plupart des canons sont endommagés, réduisant au minimum le soutien de l'artillerie. Appuyés par les chars du 98e régiment blindé, les Soviétiques réussissent à s'emparer du flanc est de la colline défendu par la division Nordland. Ils perdent dans l’action 4 T-34 sous le feu précis des PaK 40 de la Sturmbrigade Langermark. Une partie de l’artillerie allemande étant hors de combat, les Soviétiques saisissent l'opportunité en se lançant à l’assaut du mont de l'Orphelinat avec leurs 201e et 256e divisions de fusiliers. Ceux-ci parviennent éphémèrement à s'emparer du côté Est de la colline. Durant la nuit, les hommes de la compagnie antichars du 24e régiment d’infanterie mécanisé Danmark détruisent les blindés soviétiques et reprennent les positions perdues.

#### 27 juillet
Au matin du 27 juillet, les forces soviétiques déchaînent un nouveau déluge d’artillerie sur la colline. Steiner regroupe derrière la colline de la Tour, les 7 blindés du SS-Obersturmbannführer Paul-Albert Kausch du 11e bataillon de panzer-SS « Herman von Salza » (de la 11e division SS Nordland), ceci en prévision d’une éventuelle attaque de l’infanterie russe,. Des unités de la division Nordland sont placées entre les deux collines et la défense est complétée par la compagnie antichar de la 1re division estonienne à l'arrière.
L'attaque principale des Soviétiques du 27 se concentre sur le mont de l’Orphelinat et les hommes du 24e régiment de Panzergrenadier Danmark sont disposés au sud de la colline. Au Panzerfaust, les Danois mettent hors de combat 14 des 50 chars fonçant sur eux, couvrant la retraite de la Sturmbrigade Langermark du flanc sud de la colline. La brigade flamande est dans l'obligation d’établir des retranchements devant le mont du Grenadier et laisse derrière elle 60 hommes avec les Estoniens pour repousser les Russes. L'attaque soviétique ne parvient pas non plus à enfoncer les lignes des hollandais du 2e bataillon du 49e régiment de volontaires-SS De Ruyter, tandis qu'une poignée de blindés russes parvient à passer les lignes et à foncer vers le poste de commandement du régiment De Ruyter. Mais les chars sont repoussés grâce à l’action du Gruppenführer Fritz von Scholz qui dépêche à la rescousse 12 canons d’assaut.
Sur le flanc sud du mont de l'Orphelinat, les choses ne semblent pas devoir s’arranger pour les Allemands : dans la soirée, les Soviétiques réussissent à percer les lignes danoises et prendre le contrôle de la plus grande partie de la colline. Le commandant du groupe d’armées Nord, Ferdinand Schörner, se rend lui-même sur les monts Bleus et ordonne la reprise de la colline de l'Orphelinat, exigeant une résistance fanatique de la part des soldats,. Fritz von Scholz, le commandant de la division Nordland qui venait d’assister à une réunion, est tué à la sortie du poste de commandement par un éclat d'obus. Dans la soirée, les hommes du 11e bataillon de reconnaissance SS Nordland et ceux du 1er bataillon du 47e régiment grenadier de la Waffen-SS (ou 3e régiment estonien) lancent une contre-attaque. Au cours des âpres combats, les deux côtés subissent des pertes énormes, le 47e régiment estonien est pratiquement détruit. Plus tard dans la nuit, le 2e bataillon Danmark mène également des tentatives, elles aussi repoussées.
Une partie du mont de l'Orphelinat est perdu pour les forces allemandes, certaines d’entre elles devant se replier sur le mont du Grenadier.

#### 28 juillet
Le lendemain, le feu de l’artillerie russe se reporte à présent sur la colline du Grenadier. La 2e armée de choc est renforcée du 31e et 82e régiments de chars, trois brigades d'obusiers et neuf régiments d'artillerie lourde. Le matin, elle passe à l’attaque pour isoler les forces allemandes restant sur le flanc nord du mont de l’Orphelinat. Le SS-Unterscharführer Remy Schrijnen, un volontaire belge, et son PaK 40 se distingue lors de cette journée. 4 chars avaient été détruits dans la matinée, et Schrijnen avait perdu son chef de pièce. Le canon fut repositionné, et, bien que blessé, il en prit le commandement. Dans l’après-midi, une trentaine de chars surgirent, tout seul derrière son PaK 40, Schrijnen en détruisit six. Mais soudain, il était face-à-face avec un char IS-2, les deux canons firent feu en même temps, celui-ci étant détruit, mais Schrijnen était emporté par le souffle et son canon détruit. Gravement blessé, il sera récupéré des heures après l’engagement. Le dernier canon flamand était détruit, mais les Russes avaient souffert bien davantage.
En prévision d'un retrait allemand de la colline, les Russes pilonnent l’axe de retraite, mais les hommes de la Langermark ont au contraire avancé vers un no man’s land, déjouant la manœuvre des Russes. Dans la soirée, les forces allemandes tentent de reprendre la colline, mais toutes les attaques sont repoussées par les Russes. Steiner donne alors l'ordre de repli général sur une nouvelle ligne de défense sur le mont du Grenadier. Mais beaucoup d’hommes n’ont jamais reçu le message et sont restés terrés dans leurs positions sur le mont de l’Orphelinat. Anticipant une attaque majeure, il ordonne que les armes lourdes du régiment SS de Panzergrenadier Norge et du régiment Danmark soient rassemblées en deux unités de choc. Dans la nuit du 28 juillet, la bataille se dissipe.

### Colline du Grenadier

#### Tirs d'artillerie
La matinée du 29 juillet débute sous le feu nourri de l’artillerie russe qui tire près de 25 000 obus. Le bombardement recouvre la ligne Tannenberg d'un nuage de poussière. La forêt des monts Sinimäed est entièrement détruite sous l’effet du pilonnage par l’aviation et par l’artillerie Russe, ne restant plus que des souches d’arbres d'une hauteur de 2 à 3 mètres. Tout en ayant un grand effet psychologique, les Katioucha ou soi-disant « orgues de Staline » s'avèrent peu concluant, causant quelques dégâts minimes aux troupes allemandes bien enfouies. Les 70-80 Nebelwerfer allemands répondent, et se heurtent aux bombardiers soviétiques essayant de frapper le dernier des troupes allemandes, se baissant dans leurs tranchées. Vêtus d'uniformes de camouflage, ils sont bien retranchés et permettent de rester invisibles face aux pilotes soviétiques.

#### Assaut soviétique de la crête du Grenadier
À 9 heures du matin, 6 000 fantassins soviétiques soutenus par 100 chars (la plupart de type lourd IS-2) se lancent à l’assaut de la crête du Grenadier avec leurs canons de 122 mm pour le tir direct sur des points forts montrant des signes de vie et la destruction des bunkers restants,. Les restes de l'avant-garde allemande sont détruits. Le peloton commandé par le lieutenant Lapshin perce jusqu'au sommet de la colline du Grenadier. Le sergent Efendiyev se distingue particulièrement lors de cette affrontement en détruisant un point d'appui allemand sur la colline. L'organisateur du Komsomol, V. I. Lavreshin de la 937e division de fusiliers, qui marchait devant ses troupes avec un drapeau rouge à la main, parvient à l'ériger au sommet.

#### Attaque des forces principales soviétiques
Le principe de l'attaque soviétique dans les monts Sinimäed se caractérise par un choc frontal écrasant, avec seulement quelques-uns des attaquants présumés à avoir atteint la cible. Avec des tirs d'artillerie empêchant l'envoi de renforts de l'arrière allemand, la 8e armée soviétique attaque et enfonce le flanc Nord de la 11e division d'infanterie. Le principal objectif tactique soviétique, la colline du Grenadier, doit être assailli par les 6 000 soldats de la 109e division de fusiliers en affrontant la division Nederland, qui couvre le versant Nord de la colline. La 120e division de fusiliers attaque par l’Est tandis que la 72e division de fusiliers attaque le 47e régiment estonien par le Sud. Le 117e corps fusiliers se tient prêt à percer la dernière des défenses allemandes,. La colline de l'Orphelinat tombe aux mains des Soviétiques avec le 191e régiment de fusiliers à la tête de l'attaque. Cette unité subit de lourdes pertes dues aux tirs des derniers défenseurs qui à leur tour seront soit tués, soit forcés de se rendre sur la colline du Grenadier. Les 201e et la 256e étaient complètement épuisées par la prise du mont de l’Orphelinat, laissant la 109e division attaquer seule le mont du Grenadier. Joseph Bachmeier était à la tête du 2e bataillon du 23e régiment Norge (de la 11e division-SS Nordland) qui avait été renforcé par 60 hommes du 47e régiment estonien. Pour la défense de la colline, tous les Estoniens disponibles sont envoyés au combat, y compris le personnel des communications. Le poste de commandement central est détruit par les tirs soviétiques tandis que les Allemands, les Flamands, les Norvégiens et les Estoniens échappent à la destruction en se couchant dans leurs bunkers. Derrière le sommet du Grenadier, se tenait la brigade Nederland. Les soldats de la 109e division de fusiliers tentent de prendre de flanc le 2e bataillon du régiment De Ruyter mais les hollandais se servent de leurs mitrailleuses légères pour infliger de lourdes pertes aux Russes. Les lacunes créées dans l'infanterie et la ligne de chars d'attaque par l'artillerie allemande n’arrête pas l'avance soviétique. Les blindés assiègent et encerclent la colline du Grenadier tout en tirant sur les défenseurs, mais le sommet reste toujours entre les mains des forces allemandes en raison des lourdes pertes causées par les canons antichars et les canons anti-aériens allemands pointant leurs canons vers le bas de la pente.
Au sud, les soviétiques continuent d’encercler les défenseurs et des chars atteignent la colline de la Tour. Les bunkers allemands mal défendus par le nord et les flancs sont détruits les uns après les autres. Parmi les commandants de chars soviétiques, le starshina S. F. Smirnov détruit cinq points d'appui allemands. Certains chars parviennent même jusqu'au centre communautaire de la municipalité de Vaivara, le point le plus avancé de l’offensive russe jusqu'à fin septembre de la même année.

### Capture allemande de la colline du Grenadier
Dans l’après-midi du 29, les Russes ont réussi à occuper la plus grande partie de la ligne Tannenberg. Mais en raison des lourdes pertes, les sommets les plus à l'Ouest ne sont toujours pas tombés. Les chars russes parviennent quand même au poste de commandement du régiment De Ruyter, qui amène Steiner à partager ses derniers panzers en trois groupes : un devait attaquer les Russes qui menaçaient la colline de la Tour, un autre tiendrait l’autoroute Tallinn-Narva, et le dernier attaquerait le mont du Grenadier et la voie ferrée à quelques kilomètres au sud. Les Soviétiques sont pris au dépourvu par l'attaque des blindés, car leurs propres chars ont épuisé toutes leurs munitions et doivent battre en retraite. Dans une situation très confuse, le régiment De Ruyter débute une attaque pour reprendre la colline de la Tour tandis que les Norvégiens sur le mont du Grenadier contre-attaquent les soviétiques en infligeant des pertes sévères aux Frontovikis. Cependant, les Russes parviennent à se regrouper et à couper les Norvégiens du flanc Est,.
Sur le versant Ouest de la colline du Grenadier, le Kampfgruppe de Bachmeier et le 3e bataillon continuent de résister. Les Soviétiques commencent à fouiller les bunkers à la recherche de documents et de prisonniers. Steiner ordonne un assaut aérien à l'aide de bombardiers en piqué depuis l'aéroport de Tallinn. Les Soviétiques, ayant anticipé l'attaque, déplacent leurs unités antiaériennes automotrices vers la colline de l'Orphelinat. Ceux-ci abattent plusieurs bombardiers allemands et tournent ensuite leur feu sur l'infanterie allemande.
Steiner dispose d'un autre bataillon — le 1er bataillon, Waffen Grenadier Regiment 45 Estland (estonienne n° 1) qui avait été épargné par les contre-attaques précédentes en raison de la rareté des hommes valides. Le SS-Sturmbanführer Paul Maitla demande des renforts aux hommes du 45e régiment estonien de l'hôpital de campagne. Vingt hommes les moins blessés répondent à l'appel et rejoignent les restes des autres unités détruites, y compris une unité de la Kriegsmarine, et soutenus par le seul char Panther restant,. La contre-attaque part du cimetière au Sud de la colline de la Tour, chassant les Russes de cette colline. L'attaque se poursuit vers le sommet sous une lourde attaque d'artillerie et de bombardiers soviétiques, se livrant à des combats rapprochés dans les positions soviétiques. Les petites unités de grenadiers allemands sont déplacées dans les tranchées. À court de munitions, les troupes allemandes utilisent des grenades soviétiques et des armes automatiques prises sur les morts. Selon certains vétérans, il est apparu que des bombardiers soviétiques volant à basse altitude tentaient de toucher chaque soldat allemand sautant entre des cratères, se faisant parfois ensevelir sous le sol par les explosions d'obus soviétiques. Les Soviétiques n'ont pas d'autre choix que se retirer de la colline du Grenadier,.

### Tentatives de reconquête soviétique de la colline du Grenadier
Dans l'après-midi du 29 juillet, les forces soviétiques tentent à huit reprise de reprendre le contrôle de la colline des Grenadier. Les dernières réserves allemandes sont déployées dans la bataille, y compris les troupes de ravitaillement. Les deux assauts du peloton improvisé de Maitla contre la colline de l'Orphelinat forcent les Soviétiques à s'abstenir de nouvelles attaques et laisse le temps aux Allemands de se regrouper,,.
Réticent à admettre la catastrophe dans son rapport au haut commandement soviétique le 30 juillet, le commissaire politique de la 2e armée soviétique affabule que la colline du Grenadier est toujours en possession du 109e corps de fusiliers soviétique. Pour justifier l'échec de la percée des défenses allemandes, le rapport cite la faible coopération entre l'artillerie et l'infanterie. Le rapport mentionne également l'action mal coordonnée des unités blindées, se dirigeant vers les champs de mines, qui n'ont pas été éliminées par les unités de sapeurs. Le commissaire portera de graves accusations dans son rapport notamment en pointant les commandants des unités, accusés de commanditer des attaques alors que ceux-ci étaient en état d'ivresse,.

### 30-31 juillet
Le 30 juillet, l'artillerie russe donne de nouveau de la voix sur les monts Sinimäed, augmentant l'intensité de ses tirs à 30 000 obus, l'artillerie allemande répondant quant à elle avec 10 000 obus. L'attaque qui suit menée par les chars lourds soviétiques amène à une percée dans les lignes du 2e bataillon du régiment De Ruyter, composé de 35 à 45 hommes équipés de leurs mitrailleuses lourdes. Simultanément, les pelotons soviétiques escaladent la colline des Grenadier sous les bombardements allemands intensifs. Le SS-Hauptsturmführer Helmut Scholz ordonne alors une contre-attaque. Lors de celle-ci, deux chars russes sont détruits près de l’entrée du bunker de Scholz, les Russes reculent, repoussés également par des grenades à main allemandes. C'est ensuite au tour des Soviétiques qui attaquent le 2e bataillon du 47e régiment estonien. Lors de ce dernier assaut, les affrontements finissent parfois au corps à corps, les Estoniens réussissant à détruire 12 chars et à enrayer l’attaque russe,. Des unités de la 8e armée soviétique avancèrent également dans les forêts de la partie Sud du front.
Le 31 juillet, le commandement soviétique modifie la direction de ses tirs d'artillerie préparatoires, visant cette fois derrière la colline et coupant les défenseurs allemands du groupe d'armées principal. La diminution progressive du nombre d'obus tirés par l'artillerie soviétique (9 000 coups le 30 juillet) témoigne de l'affaiblissement de leurs attaques,. Une attaque de l'infanterie soviétique visant les Estoniens échoue de peu car ceux-ci étaient à court de munitions,, mais seront épaulés par un détachement du régiment Danmark (division Nordland) venu à la rescousse. Quant aux restes du 1er bataillon du 47e régiment estonien, ils parviennent à résister aux attaques soviétiques sur le flanc Sud.
L’officier politique de la 2e armée de choc se doit de reconnaître que les assauts avaient échoué, expliquant un retard des tirs d'artillerie,. Le rapport présentait la fausse affirmation selon laquelle les Allemands n'avaient capturé la colline du Grenadier que le 30 juillet.

### Renforts soviétiques en août
Il n'y eut pas de combat le 1er août, les deux côtés cherchant à se réorganiser.
Recevant l'ordre de Staline de percer à tout prix jusqu'à Tallinn, Govorov charge Fedyuninsky d'atteindre Rakvere au plus tard le 7 août. Au cours des premiers jours d'août, la 2e armée de choc reçoit les 110e et 124e corps de fusiliers en renfort, portant à nouveau le nombre de troupes à plus de 20 000. La 8e armée reçoit des ajouts similaires à ses forces, les 112e et 117e corps ayant reçu l'ordre de se joindre aux attaques. Les forces de chars soviétiques sont également restaurées, avec 104 véhicules blindés à leur commandement. Sur le segment du front de neuf kilomètres de long, 1 913 canons d'assaut sont déployés. 365 pièces d'artillerie lourde sont dirigées vers la colline du Grenadier et 200 vers le hameau de Sirgala dans le segment Sud. En quantité quotidienne, 200 000 obus seront fournis à l'artillerie. Le front de Léningrad tentera de déplacer le centre de gravité vers le Sud.

### Condition allemande en août
Le détachement Narwa remplace ses unités par les détachements les moins endommagés dans les premiers jours d'août. Bien qu'ayant infligé d'immenses pertes aux Soviétiques, les unités de la Waffen-SS s'usaient lentement. La brigade (ou division) Nederland, par exemple, était réduite à la taille d’un régiment. Les deux régiments de la Langermark (division flamande, 27e division SS) étaient réduits chacun à la taille d’une compagnie renforcée. Le 2e bataillon estonien n'était guère fourni et la division Nordland était grandement diminuée également. À la bonne fortune des Allemands, les services de renseignement soviétiques ont gravement surestimé la force des défenseurs à plus de 60 chars et 800 pièces d'artillerie alors qu'en fait il ne restait qu'un seul char et 70 à 80 canons sur la ligne Tannenberg,.

### Combats finaux

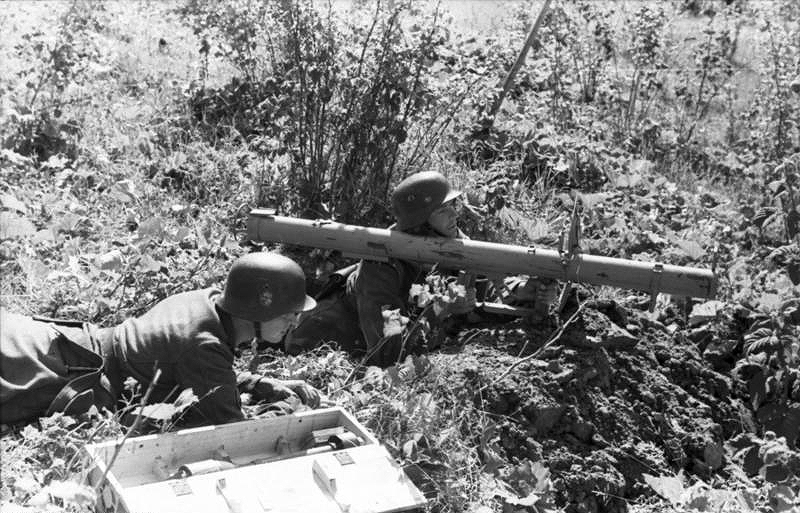
Soldat allemand équipé d'un Panzerschreck en août 1944.

Le 2 août, une nouvelle attaque de la 2e armée de choc précédé d’un formidable tir de barrage fait reculer les hommes de la Nederland sur les pentes de la colline du Grenadier. Dans les mémoires de Steiner, l'intensité du feu et la nature des combats lui rappellent la bataille de Verdun. Lorsque le barrage d'artillerie prend fin, on fait entrer dans la bataille le 2e bataillon du 46e régiment estonien qui, au cours d'une contre-attaque, reprend la colline du Grenadier. Les chars soviétiques percent quant à eux dans la partie Sud-Est du front,.
Le 3 août, une nouvelle attaque est déclenchée par les Soviétiques, d’une ampleur similaire à celle du 29 juillet (feu d'artillerie préparatoire de 25 000 à 30 000 obus). L'opération provoque de lourdes pertes, tandis qu'une partie des défenseurs quittent leurs positions. Onze divisions de fusiliers soviétiques et quatre régiments de chars tentent d'étendre leur attaque le long du front. Cependant, le poids principal de l'attaque imminente a tendance à stagner autour de la colline du Grenadier. L'artillerie allemande remarque la concentration des forces soviétiques et lance ses tirs de roquettes, infligeant de nombreuses pertes à l'infanterie et aux chars soviétiques avant le début de l'attaque. Les tirs de l'artillerie allemande n'entamant pas la supériorité soviétique en effectifs, l'attaque soviétique débute comme prévu. Le 110e corps de fusiliers russes se retrouve sous des feux croisés des restes du 1er bataillon du 2e régiment estonien au sommet du Grenadier. À la suite d'une erreur de signalement des commandants des corps de fusiliers au quartier général de l'armée qui transmettent la capture fictive de la colline Grenadier, le feu de l'artillerie est levé. Le 46e régiment estonien en profite pour contre-attaquer et reprend la colline pour la deuxième fois en deux jours,.
De la même manière, les Soviétiques lancent deux autres attaques le 3 août qui débutent par un barrage d'artillerie massif et s'achèvent par une contre-attaque allemande, rétablissant les positions précédentes,. Au total lors de cette journée, vingt chars soviétiques sont détruits. Les attaques soviétiques du 4 au 6 août furent plus faibles ; le 4 août, onze chars sont  détruits et sept autres le 5 août. Au cours de la nuit précédant le 6 août, six chars sont détruits. Ils poursuivent leurs attaques jusqu'au 10 août, à chaque fois sans succès. Le même jour, le conseil de guerre du front de Lénigrad ordonne la cessation des attaques sur la ligne Tannenberg, la bataille étant provisoirement terminée,. Les Soviétiques réduisent leurs opérations à des activités de patrouille avec des attaques occasionnelles. Les défenseurs utiliseront ce répit pour faire tourner plusieurs unités épuisées hors de la ligne de front pendant quelques jours pour se reposer et se refaire, et pour renforcer leurs positions. Jusqu'à la mi-septembre, le front restera calme.

## Pertes
À l'époque de l'Union soviétique, les pertes de la bataille de la ligne Tannenberg n'étaient pas mentionnées dans les sources soviétiques. Ces dernières années, des auteurs russes ont publié quelques chiffres, mais pas pour tout le déroulement de la bataille. Le nombre de victimes soviétiques ne peut être estimé qu'en examinant d'autres chiffres. Lors de l'attaque du 29 juillet, 225 hommes du 109e corps de fusiliers soviétiques ont survécu, transportant le poids principal de l'assaut. Sur la 120e division de fusiliers, 1 808 hommes ont été perdus ; tués ou blessés. Le reste du corps de fusiliers soviétique perdit sa capacité d'attaques supplémentaires. Dans la même attaque, les forces allemandes ont perdu 600 hommes,. Le quartier général de la 2e armée de choc fait état de 259 soldats aptes au combat au sein de la 109e division de fusiliers et d'un épuisement total de l'armée dans la nuit précédant le 1er août, ce qui signifie probablement quelques milliers de soldats aptes au combat sur les 46 385 hommes qui avait lancé l'opération estonienne le 25 juillet. Les pertes de la 8e armée sont similaires à cela.
Dans la soirée du 29 juillet, le détachement Narwa dénombre 113 à 120 chars soviétiques détruits, dont près de la moitié lors des batailles du 29 juillet,. La 2e armée de choc signala que cinquante de ses chars avaient été détruits le 29 juillet,. Du côté allemand, ceux-ci ont dénombré 44 chars soviétiques supplémentaires détruits du 3 au 6 août.
L'auteur russe Grigori Krivocheïev, dans son récit « Pertes soviétiques et pertes au combat au XXe siècle », énumère 665 827 pertes subies par le front de Léningrad en 1944, dont 145 102 comme morts, portés disparus ou capturés. L'historien estonien Mart Laar, en déduisant les pertes de l'offensive Leningrad-Novgorod, de la bataille de la tête de pont de Narva et des combats en Finlande, estime le nombre de victimes soviétiques lors de la bataille de la ligne Tannenberg à 35 000 morts ou disparus et 135 000 blessés ou malades. D'après les chiffres du « TsAMO f.217, op.1244, d.643 (Leningrad Front HQ, Summary reports on loss soumis to the General Staff) », celui-ci dénombre les pertes du front de Leningrad en août 1944 : 1 702 tués, 6 538 blessés au combat et 196 porté disparu. Et pour septembre : 2 366 tués, 8 405 blessés au combat et 105 disparus au combat.
Le groupe d'armées Nord allemand a enterré 1 709 soldats en Estonie entre le 24 juillet et le 10 août 1944,. Ajouté aux hommes portés disparus, le nombre de morts sur la période est d'environ 2 500. Compte tenu du rapport standard de 1/4 des pertes irrécupérables aux blessés, le nombre total des pertes allemandes lors de la bataille de la ligne Tannenberg est d'environ 10 000 hommes.

## Conséquences

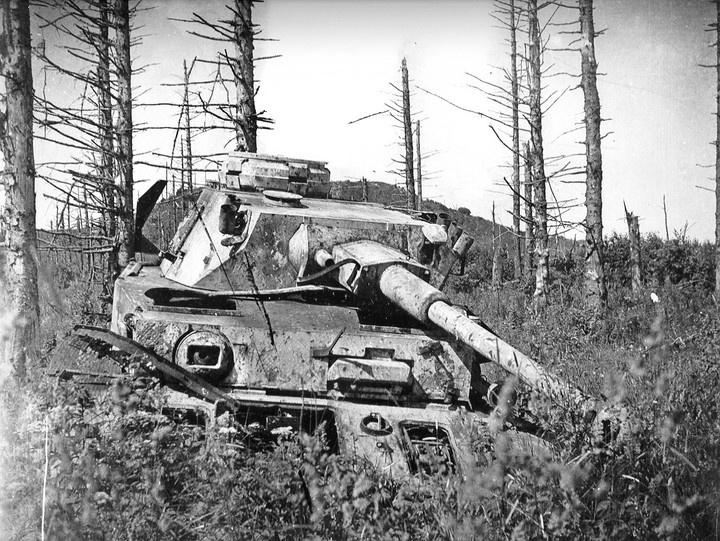
Photo de 1949 montrant l'étendue des dommages causés à l'approche autrefois boisée des collines des monts Sinimäed. L'épave d'un Panzer IV au premier plan.

Le 14 septembre, l'offensive de Riga est lancée par les 1er, 2e et 3e fronts de la Baltique soviétiques. Il vise à capturer Riga et à couper le groupe d'armées Nord en Courlande, dans l'ouest de la Lettonie. Après de nombreuses discussions, Adolf Hitler accepte finalement de permettre l'évacuation de toutes les troupes en Estonie. Après des mois à tenir la ligne, les hommes épuisés du IIIe SS-Panzerkorps rejoignent le repli ; revenant de la ligne Tannenberg. Le 17 septembre, le 3e front de la balte lance l'offensive de Tallinn depuis le front du fleuve Emajõgi, joignant le lac Peïpous au lac Võrtsjärv. L'opération vise à encercler le détachement de l'armée Narwa. Incapables de maintenir la force, les unités allemandes se replient vers le nord-ouest tandis que le IIe corps d'armée incomplet est laissé pour bloquer l'attaque soviétique. Les forces allemandes reculent rapidement vers la frontière lettone. Le 22 septembre, Tallinn est abandonnée. Certaines des formations estoniennes commenceront maintenant à attaquer les Allemands en retraite, tentant de s'assurer des approvisionnements et des armes pour continuer une guerre de guérilla au sein des frères de la forêt contre l'occupation soviétique. Plusieurs troupes de la division estonienne sont restées en Estonie. Ces unités continueront le combat, certains survivants rejoignant les groupes de guérilla combattront les forces d'occupation soviétiques jusqu'à la fin des années 1970.

## Dans la culture populaire
- La bataille est présentée dans le drame de guerre estonien de 2015 Frères ennemis.